# 匯彩控股
匯彩控股有限公司，簡稱匯彩控股（英語：Paradise Entertainment Limited，港交所：1180），在2007年5月7日，由生命科技集團有限公司更名而來。
現時在澳門經營娛樂場管理、遊戲機及設備研發、生產租賃，而主要娛樂場包括金碧滙彩娛樂場。
該公司主席及董事總經理為陳捷，執行董事為單世勇。而總部則位於香港中環皇后大道中30號娛樂行19樓C室，以及澳門友誼大馬路555號置地廣場酒店12樓1207室。

## 連結
- 官方网站
- 匯彩娛樂坊
- 滙彩控股有限公司